# Bau 59
Der Bau 59, auch Zeiss Bau 59 genannt, ist ein Hochhaus auf dem ehemaligen Werksgelände der Carl Zeiss AG im Zentrum der Stadt Jena.
Das Gebäude umfasst 16 Geschosse bei 67 Metern Höhe und wurde zwischen 1959 und 1965 nach Entwürfen der Architekten Hans Schlag und Johannes Schreiter als Forschungshochhaus des VEB Carl Zeiss Jena errichtet.
Es wurde 1992/93 durch die Architekten Rödl & Braschel umfassend umgestaltet und erhielt dabei sein heutiges Aussehen mit einem Fassadenausschnitt, einem gläsernen Eckturm und einer geschwungenen Dachbekrönung. Seitdem heißt das Forschungshochhaus Bau 59 beziehungsweise B 59.
Der Eingangsbereich wurde 1993 von Ben Willikens gestaltet.
Im Jahr 2011 übernahm Christian Graf von Wedel das Gebäude.

## Geschichte des Hochhausbaus in Jena
1915 entstand in Jena mit dem Bau 15 das erste Hochhaus Deutschlands. Das von Friedrich Pützer entworfene Gebäude wurde dabei von Zeiss als Produktionsstätte genutzt. 1936 bauten die Architekten Hans Hertlein und Georg Steinmetz ein neues Verwaltungsgebäude der Zeisswerke, den sogenannten Bau 36. 1945 zerstörten Bombenangriffe der Alliierten große Teile der Jenaer Innenstadt.
Nach dem Ende des Zweiten Weltkriegs beschloss der Stadtrat den „Aufbauplan der Universitätsstadt Jena“. 1959 begann der Bau des Forschungshochhauses. Am 30. April 1970 erfolgte in unmittelbarer Nachbarschaft die Grundsteinlegung für den von Hermann Henselmann entworfenen Forschungsturm mit 26 Geschossen. Es wurde am 2. Oktober 1972 eingeweiht. 1999 bis 2001 erfolgte die Sanierung des Turms. Anschließend nutzte ihn die Intershop Communications AG. Im November 2004 wurde der Intershop-Tower in Jentower umbenannt. Der Turm ist mit 159 Metern das höchste Gebäude Ostdeutschlands.